# Scatella apicalis
Scatella apicalis är en tvåvingeart som beskrevs av Wirth 1957. Scatella apicalis ingår i släktet Scatella och familjen vattenflugor. Inga underarter finns listade i Catalogue of Life.